# Sony Xperia Z Ultra
A Sony Xperia Z Ultra egy 2013-as Android phablet, amelyet a Sony készített.
Ez a világ legvékonyabb Full HD okostelefonja. Ez a telefon lehetővé teszi a felhasználók számára, hogy jegyzeteket készítsenek, tollal vagy ceruzával rajzoljanak.
Akárcsak a Sony Xperia Z és Z1 is így ez a telefon is porvédett, alacsony nyomású vízsugár védett és vízálló. Így a világ legvékonyabb IP tanúsítvánnyal ellátott okostelefonja.

## Dizájn
Az Xperia Z Ultra "Omni-Balance" kialakítást kapott, úgy mint az Xperia Z. Az edzett üveg elülső és hátulsó részét fémkerettel kombinálva a phablet "vonzó megjelenésű eszköz", amely "minimalista", mégis "stílusos" kialakítással és "prémium érzéssel" rendelkezik.
Úgy tervezték, hogy ugyanolyan kialakítású legyen, mint egy útlevél, a készülék normál kabátzsebekhez illeszkedik.
A Sony Xperia Z Ultra három színben volt kapható: fekete, fehér és lila.

## Hardver
2 megapixeles előlapi és 8 megapixeles hátlapi kamerája van Exmor R érzékelővel, 16x digitális autofókusszal, amely 1080p HD felvételt,  HDR-t, és sorozatfelvételt is tud készíteni. Ráadásul arcfelismerő és FM Rádió is van benne. 

## Jellemzők
Az Xperia Z Ultra eredetileg az Android 4.2.2-t kapta, Az később megkapta az Android 4.4.4 (KitKat) frissítést is. A Sony saját alkalmazásai mellett, mint például Walkman, PlayStation Mobile, több Google alkalmazás is előre volt telepítve (Google Chrome, Google Play, Google Hangalapú Keresés, Google Térkép).
C6843 változatot Brazíliában értékesítették.

## Változatok
| Modell        | FCC azonosító | Régiók             | GSM  | UMTS                                                  | LTE                     | Megjegyzések       |
| ------------- | ------------- | ------------------ | ---- | ----------------------------------------------------- | ----------------------- | ------------------ |
| C6802 / XL39h | PY7PM-0530    | Világszerte        | Quad | Penta                                                 | NINCS ADAT              | [ 6 ] [ 7 ]        |
| C6806         | PY7PM-0430    | Észak-Amerika      | Quad | Penta                                                 | 1, 2, 4, 5, 7, 8, 17    | Google Play Kiadás |
| C6833         | PY7PM-0410    | Világszerte        | Quad | Penta                                                 | 1, 2, 3, 4, 5, 7, 8, 20 | [ 10 ]             |
| C6843         | PY7PM-0620    | Brazília           | Quad | Penta                                                 | 1, 2, 3, 4, 5, 7, 8, 20 | [ 11 ]             |
| SOL24         | PY7PM-0700    | AU by KDDI (Japán) | Quad | CDMA JP 800 (BC0), 2100 (BC6); UMTS zenekarok 1, 2, 5 | 1, 3, 11, 18            | [ 12 ]             |

A Sony Xperia Z Ultra-nak dicsérték a " nagyon klassz " külsejét, "lenyűgöző" masszív Triluminos kijelzőjét,  és stílusos prémium kialakítását.
A CNET egyik szerkesztője azt írta, hogy "Sony nagyon magas mércét állított fel az Xperia Z Ultrá-val", megkérdőjelezve a vezető pozíciót a phablet piacon.

## Külső linkek
- Hivatalos weboldal